# Matt Gattens
Matthew Hadley "Matt" Gatens, (nacido el 13 de junio de 1989 en Iowa City, Iowa) es un exjugador de baloncesto estadounidense. Con 1.96 de estatura, su puesto natural en la cancha era el de escolta. 

## Trayectoria
Jugó durante cuatro temporadas en la Universidad de Iowa, llegando a ser nombrado mejor jugador de su conferencia en la temporada 2009/2010.
En la última temporada con la que jugó 
en los ‘Hawkeyes’ promedió 15,7 puntos, 3,7 rebotes y 1,9 asistencias en los 33 partidos disputados. Los porcentajes de esa misma temporada fueron de 54% en tiros de dos y 42,3 en tiros de tres. Tuvo grandísimas actuaciones, donde llegó a superar los 30 puntos anotados. Ante Indiana y Wisconsins, convirtió 30 y 33 puntos respectivamente con 7/10 en triples en ambos encuentros. Tras no ser drafteado, probó suerte en la liga de verano de la mano de Phoenix Suns. Finalmente para la temporada 2012-13 ficha por el UCAM Murcia.
En verano de 2013 firma con el Khimik-OPZ Yuzhny de la Superliga de Baloncesto de Ucrania.
En 2014 firma con el TED Kolejliler de la Türkiye Basketbol Ligi.
En 2015 firma con el Limoges CSP de la Liga Nationale de Baloncesto en Francia.